# デイブ・ゴラスック
デイブ・ゴラスック（1938年9月22日 - 2021年6月26日）は、アメリカ合衆国のアルペンスキーヤーである。彼は、1960年の冬季オリンピックで2つのイベントに出場した。